# Čtyři apoštolové
Čtyři apoštolové je dvojobraz od renesančního mistra Albrechta Dürera z roku 1526. Na dvou lipových deskách zobrazuje dva a dva apoštoly v nadživotní velikosti. Obraz se dnes nachází v mnichovské Alte Pinakothek.

## Historie a popis
Když Dürer v září roku 1526 věnoval dokončený obraz městské radě svého rodného města Norimberka, připojil žádost, aby malba visela „na jeho památku“ na radnici. Příštích sto let visely obě desky na čestném místě v zasedací síni Velké rady, ale v roce 1627 byly na naléhávání bavorského kurfiřta Maxmiliána I. odvezeny do Mnichova. Byly výrazem umělecké pýchy, v Německu nové, a v době svého vzniku jim rozhodně nechyběla náboženská naléhavost!
Obraz je namalován kombinovanou technikou na lipovém dřevě z rozměry každého obrazu 204 × 74 cm.
Neobyčejné je rozvržení obou krajních úhlopříček. Dvě desky totožných rozměrů se spojují takovým způsobem, že mezi nimi lze cítit a představovat si prostorový obraz. Proto nebyly neopodstatněné dohady, že Dürer zamýšlel vytvořit ještě středovou desku a složit triptych. Tak tomu však nebylo.
Svatí průkopníci křesťanské víry, zleva doprava Jan (apoštol a evangelista), Petr, Marek (evangelista, ale nikoli apoštol) a Pavel, ční do celé výšky desek jako sloupy a vyplňují jejich prostor svou monumentálností. Jejich rozjímavé pozice jsou pravděpodobně inspirovány světci na Montagnově oltáři kostela San Zeno (1457 - 1459) ve Veroně nebo dílem Giovaniho Belliniho, jako jsou postranní části oltáře v sakristii kostela Frafi v Benátkách. Dürerovy impozantní postavy bojují za pravdu evangelia, kterou hodlají bránit proti všem hrozbám a sekretářským chybným výkladům. To je také obsahem nápisu, vyvedeného kaligrafickým písmem na úzkém pruhu za postavami, verbální „plintě“, která spojuje obě desky v jeden celek.
Vlevo je vyobrazen svatý Jan, „učedník, jehož Ježíš miloval“, jako mladík se skloněnou hlavou, čtoucí v otevřené knize, kterou drží v rukou. Od syté harmonie Janova červeného pláště se oko pozorovatele přesune k Petrovi, jehož zjev je poněkud nerudný. Jeho úlohu Kristova náměstka na Zemi prozrazuje jen zlatý klíč. Z temnoty druhé desky se nejprve vyloupne hlava postavy v pozadí, Marka. Zdá se, jako by se dral dopředu, horečnatý pohled v očích s blýskajícími se bělmy, rty pootevřené, jako by chtěl promluvit, obočí rozechvělé a všechny rysy oživené. Popředí pravé desky patří apoštolu Pavlovi. Obzvláště působivá je záhadná měňavá šeď jeho těžkého pláště s hlubokými záhyby, v nichž září odstíny zelené a modře. Třpytící se oko tohoto duchovního hrdiny působí jako středobod obou desek.
Luther v předmluvě ke svému epochálnímu překladu Bible do němčiny tvrdí, že jádrem Písma je Evangelium podle Jana, listy apoštola Pavla a první epištoly Janova a Petrova. Blízký vztah těchto autorů a postav na obraze již postačuje k domněnce, že tímto malířským manifestem se Dürer snažil vykládat Lutherovu teologii Slova. Potvrzuje to text, který opsal na úzký pás u spodního okraje kaligraf Johann Neudörfer. Podle jeho ústřední výpovědi jsou tito čtyři muži autoritou varující všechny pozemské panovníky před zneužíváním pravé víry a před falešnými proroky.
V roce 1547 si zapsal Johann Neudörfer, že Dürerovi Čtyři apoštolové také ilustrovali čtyři lidské povahy neboli tělesné šťávy, diagnostické prvky lékařskému systému pocházejícího z antiky a znovuobjeveného v renesanci. Tak na sebe Jan bere roli vyrovnaného sangvinika a zbožný, poněkud tělnatý a stárnoucí Petr roli flegmatika, Marek představuje melancholika a Pavel cholerika .
V současné době jsou obě desky umístěny v Mnichově, Bayerische Staatsgemaldesamm - lugen, Alte Pinakothek.